# Duboka država
Duboka država (turski: derin devlet) pojam je koji obuhvaća (stvarne ili izmišljene) neizabrane i često tajne mreže moćnika koje djeluju nezavisno od državne političke vlasti s vlastitim namjerama i ciljevima.
Iako je pojam nastao u političkom diskursu Turske, razne interpretacije koncepta nastale su u drugim nacionalnim kontekstima. Ponegdje se »duboka država« odnosi na percipirane tajne zavjere, dok u drugima opisuje bojazan o utjecaju vojske, tajnih službi i birokratskih institucija na demokratski izabranu vlast. U mnogim je slučajevima percepcija duboke države oblikovana povijesnim događajima, političkim sukobima i ravnotežom moći u državnim institucijama.
Uporaba pojma do danas se proširila i izvan područja političkih znanosti: u popularnu kulturu, novinarstvo i teorije zavjere, gdje označava širok spektar uvjerenja o tajnovitim mrežama moćnika koje djeluju iza kulisa. Pejorativnost i negativne konotacije pojma naročito su izašle na vidjelo poslije predsjedničkih izbora u SAD-u 2016., kada je to uvjerenje preraslo u teoriju zavjere diljem Sjedinjenih Država uz potporu administracije Donalda Trumpa i konzervativnijih medijskih publikacija.